# Уткино (Алтайский край)
Уткино — село в Троицком районе Алтайского края. Входит в состав Боровлянского сельсовета.

## География
Расположено на берегах реки Крутихи. Абсолютная высота — 161 метр над уровнем моря.
Климат
Климат характеризуется как континентальный, с продолжительной холодной зимой и коротким тёплым летом. Средняя температура самого тёплого месяца (июля) составляет 19 °С. Средняя температура самого холодного месяца (января) — −18 °С (абсолютный минимум — −50 °С). Годовое количество осадков — 300—350 мм. Продолжительность периода с устойчивым снежным покровом составляет 160 −170 дней.

## История
Основано в 1900 году. В 1926 году в заимке Уткино имелось 21 хозяйство и проживало 113 человек (64 мужчины и 49 женщин). В национальном составе населения того периода преобладали русские. В административном отношении входило в состав Шипуновского сельсовета Пристанского района Бийского округа Сибирского края.

## Население
| 1926 | 1997 | 1998 | 1999 | 2000 | 2001 |
| ---- | ---- | ---- | ---- | ---- | ---- |
| 113  | ↘44  | ↘43  | →43  | ↘40  | →40  |
| 2002 | 2003 | 2004 | 2005 | 2006 | 2007 |
| ↘33  | ↘29  | →29  | ↗30  | ↘28  | ↘25  |
| 2008 | 2009 | 2010 | 2011 | 2012 | 2013 |
| ↘23  | ↗24  | ↘5   | →5   | →5   | ↗6   |

Национальный состав
Согласно результатам переписи 2002 года, в национальной структуре населения русские составляли 100 %.